# St. James's Park (metropolitana di Londra)
La stazione di St. James's Park è una stazione della metropolitana di Londra, servita dalle linee Circle e District.

## Storia

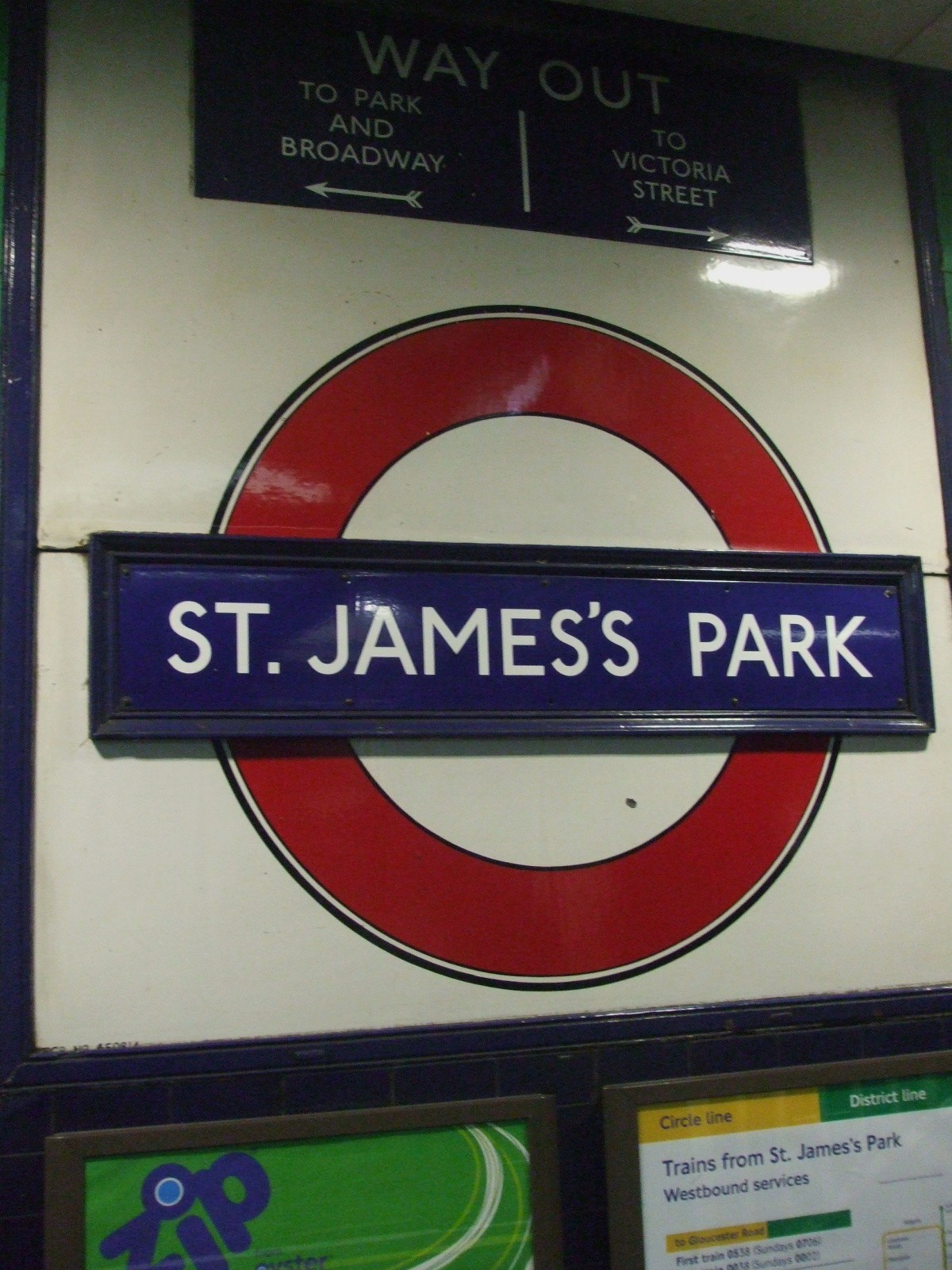
Segnaletica della stazione.

La stazione è stata aperta il 24 dicembre 1868 dal Metropolitan District Railway (MDR, ora la District Line), quando la società aprì il primo tratto della linea tra le stazioni di South Kensington e Westminster. La MDR si collegò alla Metropolitan Railway (MR, poi divenuta Metropolitan Line) a South Kensington e, anche se le due società erano rivali, ciascuna di esse ha gestito il traffico dei propri treni sopra i binari dell'altra in un servizio comune noto come "Inner Circle".
Il 1º febbraio 1872, la MDR aprì una filiale in direzione nord dalla stazione di Earl's Court per la connessione alla West London Extension Joint Railway (in sigla WLEJR, ora West London Line) che la collegava ad Addison Road (ora Kensington (Olympia)). Da quel giorno il servizio "Outer Circle" si mise a correre su piste della MDR. Il servizio era gestito dalla North London Railway (NLR) dal suo capolinea a Broad Street (ora demolita) vicino alla stazione di Liverpool Street nella City di Londra tramite la linea a nord di Londra Willesden Junction, quindi la linea West London a Addison Road e la MDR Mansion House - il nuovo capolinea orientale della MDR.
Dal 1º agosto 1872, il "Middle Circle" servizio anche iniziato ad operare attraverso il St. James Park che va dal Moorgate lungo le piste della MR sul lato nord del Circolo Interno a Paddington poi sulla Hammersmith & City Railway (H&CR) pista alla strada Latimer poi , attraverso un collegamento ora demolito, per la linea West London a Addison Road e la MDR Mansion House. Il servizio è stato gestito congiuntamente dalla H&CR e la MDR.

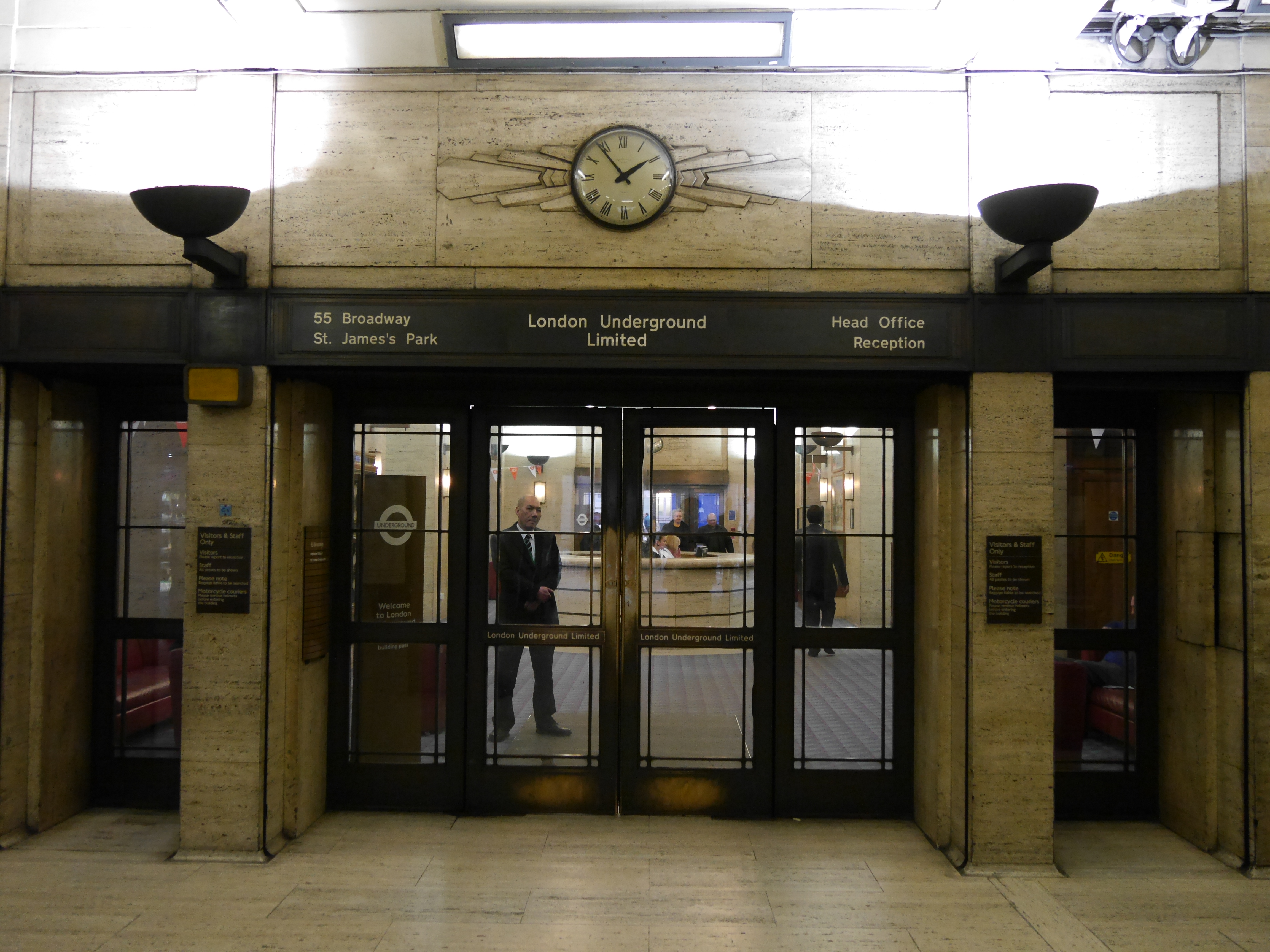
Interni.

Il 30 giugno 1900, il servizio di Middle Circle è stato ritirato tra Earl's Court e Mansion House. Il 31 dicembre 1908 pure il servizio di Outer Circle è stato ritirato.
La stazione è stata ricostruita due volte. Nel primo decennio del XX secolo la stazione MDR originale è stata ricostruita in collaborazione con la costruzione di Electric Railway House un edificio quartier generale per i proprietari della MDR di Londra Electric Railway. La stazione è stata poi ricostruita tra il 1927 e il 1929 nel quadro della costruzione di 55 edifici Broadway della società nuova sede progettata da Charles Holden e dotate di statue e pannelli in pietra scolpita compresi quelli di Sir Jacob Epstein, Eric Gill, e Henry Moore.
Le piattaforme sono dotate di uno schema di piastrelle verde, blu, bianco e nero utilizzato per la prima volta durante la ricostruzione e l'ampliamento alla stazione di Morden della City & South London Railway (ora nota come Northern Line), anch'esso progettato da Holden e aperto tra il 1924 e il 1926.
Nel 1949, la Metropolitan Line ha gestito il percorso di Inner Circle, il quale è stato dunque soprannominato come "Circle line" anche sulla cartina della metropolitana.
L'ingresso separato di Palmer Street e la sala di prenotazione sono stati ricostruiti come parte di una ristrutturazione ulteriore nel 1960.
Insieme a 55 Broadway, la stazione è un edificio classificato di Livello I.